# Скот Мектоминеј
Скот Мектоминеј (енгл. Scott Francis McTominay; Ланкастер, 8. децембар 1996) професионални је шкотски фудбалер који игра на позицији левог бека. Тренутно наступа за Наполи и игра за репрезентацију Шкотске.

## Играчка каријера
Рођен у Енглеској, Мектоминеј се квалификовао да игра за Шкотску преко свог оца који потиче из Хеленсбуроа. Дебитовао је за сениорску репрезентацију у марту 2018. и представљао је тим на Еуру 2020. и Еуру 2024.

### Клубови
Фудбал је почео је да игра у омладинској академији Манчестер јунајтеда са пет година, пошто је претходно похађао школу фудбала у Престону са Џоом Рајлијем. До своје 16. године играо је на позицији центарфора, где је играо са Маркусом Рашфордом, али је онда под вођством, главног тренера резервног тима Јунајтеда, Ворена Џојса, почео да игра дубље у терену, делујући као везни или бокс-то-бок везни играч. У јулу 2013. потписао је први професионални уговор.
У првом тиму Манчестер јунајтеда дебитовао је 7. маја 2017. у утакмици Премијер лиге против Арсенала, ушавши као замена за Хуана Мату. Дана 21. маја 2017. дебитовао је у стартној постави Јунајтеда у мечу Премијер лиге против Кристал Паласа.
Дана 20. октобра 2017. потписао је нови уговор са клубом до 2021. године са могућношћу продужења на још годину дана. У јуну 2020. продужио је уговор са клубом до 2025. године.

### Репрезентација
Упркос чињеници да је Мектоминеј рођен и одрастао у Енглеској, његов отац је био из Глазгова, тако да је Скот могао да игра и за репрезентацију Енглеске и Шкотске. Почетком марта 2018. у штампи су се појавиле информације да је Мектоминеј одлучио да игра за репрезентацију Шкотске. Његов деби за репрезентацију Шкотске био је 23. марта 2018. на утакмици против Костарике.
Дана 19. маја 2021. године уврштен је у званични списак и пријаву репрезентације Шкотске за учешће на утакмицама Европског првенства 2020, као и у пријатељским утакмицама против репрезентација Холандије и Луксембурга (2. и 6. јуна 2021.)
Дана 19. јуна 2024. Мектоминеј је постигао свој први гол на Еуру 2024. у оквиру европског шампионата. Гол је дао у 13. минуту на мечу против Швајцарске.

## Највећи успеси

### Манчестер јунајтед
- ФА куп (1) : 2023/24.
- Лига куп Енглеске (1) : 2022/23.
- Лига Европе : финале 2020/21.

### Индивидуална признања
- Тим сезоне Лиге Европе (1) : 2020/21.